# 大谢佐
大谢佐（法語：Les Grands-Chézeaux，法語發音：[le ɡʁɑ̃ ʃezo]）是法国新阿基坦大区上维埃纳省的一个市镇，位于该省北部，和安德尔省及克勒兹省接壤，属于贝拉克区。

## 地理
大谢佐（46°21'8"N, 1°23'36"E）面积13.51 平方千米，位于法国新阿基坦大区上维埃纳省，该省份为法国中西部省份，北起顺时针与安德尔省、克勒兹省、科雷兹省、多爾多涅省、夏朗德省和维埃纳省接壤。
与大谢佐接壤的市镇（或旧市镇、城区）包括：拉沙特尔朗格兰、阿泽拉布勒、穆埃、圣乔治莱朗德、圣叙尔皮斯莱弗耶。
大谢佐的时区为UTC+01:00、UTC+02:00（夏令时）。

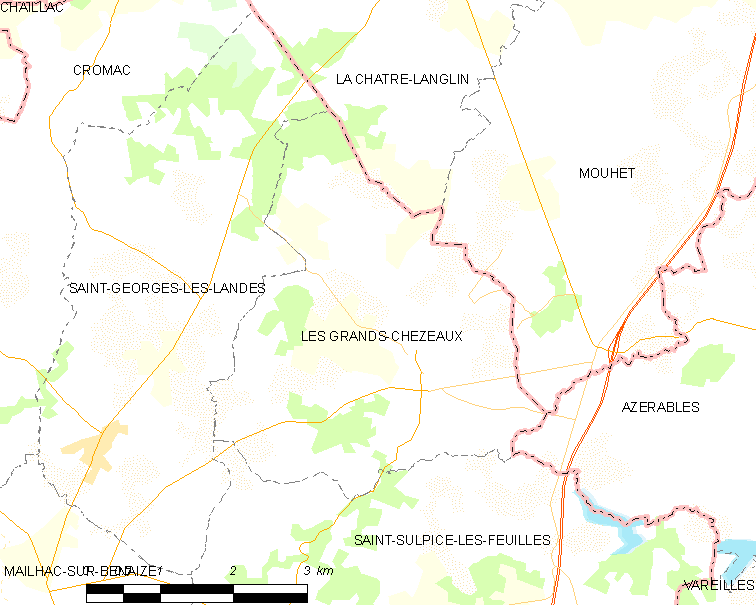
大谢佐的OSM定位图

## 行政
大谢佐的邮政编码为87160，INSEE市镇编码为87074。

## 政治
大谢佐所属的省级选区为沙托蓬萨克县。

## 人口

1962-2008年间大谢佐人口变化图示

大谢佐于2022年1月1日时的人口数量为227人。